# Fußball-Europameisterschaft der Frauen 2009/Gruppe B
| Pl. | Land        | Sp. | S | U | N | Tore    | Diff. | Punkte |
| --- | ----------- | --- | - | - | - | ------- | ----- | ------ |
| 1.  | Deutschland | 3   | 3 | 0 | 0 | 010:100 | +9    | 09     |
| 2.  | Frankreich  | 3   | 1 | 1 | 1 | 005:700 | −2    | 04     |
| 3.  | Norwegen    | 3   | 1 | 1 | 1 | 002:500 | −3    | 04     |
| 4.  | Island      | 3   | 0 | 0 | 3 | 001:500 | −4    | 0      |

Resultate der Gruppe B bei der Fußball-Europameisterschaft der Frauen 2009:

## Deutschland – Norwegen 4:0 (1:0)
| Deutschland                                                          | Deutschland | Norwegen | Norwegen |
| -------------------------------------------------------------------- | --- | --- | -------- |
| Deutschland                                                          | \| 24. August 2009 um 17:00 Uhr (Ortszeit) in Tampere (Tampere-Stadion) \| \| Zuschauer: 6.552[1] \| \| Schiedsrichterin: Alexandra Ihringová ( England) \| | \| 24. August 2009 um 17:00 Uhr (Ortszeit) in Tampere (Tampere-Stadion) \| \| Zuschauer: 6.552[1] \| \| Schiedsrichterin: Alexandra Ihringová ( England) \| | Norwegen |
| Deutschland                                                          | Nadine Angerer – Bianca Schmidt, Ariane Hingst, Annike Krahn, Babett Peter – Kim Kulig, Linda Bresonik, Kerstin Garefrekes (66. Fatmire Bajramaj), Melanie Behringer (86. Anja Mittag) – Birgit Prinz , Inka Grings (65. Célia Okoyino da Mbabi) Cheftrainerin: Silvia Neid | Ingrid Hjelmseth – Camilla Huse, Maren Mjelde, Trine Rønning, Toril Hetland Akerhaugen – Melissa Wiik (72. Cecilie Pedersen), Lene Storløkken (80. Anneli Giske), Ingvild Stensland , Solveig Gulbrandsen – Elise Thorsnes (58. Leni Larsen Kaurin), Isabell Herlovsen Cheftrainer: Bjarne Berntsen | Norwegen |
| Deutschland                                                          | 1:0 Linda Bresonik (33., Foulelfmeter) 2:0 Fatmire Bajramaj (90.) 3:0 Anja Mittag (90.+2’) 4:0 Fatmire Bajramaj (90.+4’) | | Norwegen |
| Deutschland                                                          | Kim Kulig, Linda Bresonik | Maren Mjelde | Norwegen |
| Deutschland                                                          | Spieler des Spiels: Kim Kulig | | Norwegen |
| 24. August 2009 um 17:00 Uhr (Ortszeit) in Tampere (Tampere-Stadion) | | |          |
| Zuschauer: 6.552                                                     | | |          |
| Schiedsrichterin: Alexandra Ihringová ( England)                     | | |          |

## Island – Frankreich 1:3 (1:1)
| Island                                                               | Island | Frankreich | Frankreich |
| -------------------------------------------------------------------- | --- | --- | ---------- |
| Island                                                               | \| 24. August 2009 um 20:00 Uhr (Ortszeit) in Tampere (Tampere-Stadion) \| \| Zuschauer: 1.460[2] \| \| Schiedsrichterin: Natalja Awdontschenko ( Russland) \| | \| 24. August 2009 um 20:00 Uhr (Ortszeit) in Tampere (Tampere-Stadion) \| \| Zuschauer: 1.460[2] \| \| Schiedsrichterin: Natalja Awdontschenko ( Russland) \| | Frankreich |
| Island                                                               | Þóra Björg Helgadóttir – Katrín Jónsdóttir , Ólína Guðbjörg Viðarsdóttir, Katrín Ómarsdóttir (71. Rakel Hönnudóttir), Guðrún Sóley Gunnarsdóttir – Edda Garðarsdóttir, Sara Björk Gunnarsdóttir (76. Erla Steinunn Arnardóttir), Hólmfríður Magnúsdóttir (89. Fanndís Friðriksdóttir), Dóra María Lárusdóttir – Erna Björk Sigurðardóttir, Margrét Lára Viðarsdóttir Cheftrainer: Sigurður Eyjólfsson | Sarah Bouhaddi – Sonia Bompastor, Ophélie Meilleroux, Laura Georges, Corine Franco (37. Sabrina Viguier) – Élise Bussaglia, Sandrine Soubeyrand , Camille Abily, Élodie Thomis (86. Eugénie Le Sommer) – Candie Herbert (40. Sandrine Brétigny), Louisa Nécib Cheftrainer: Bruno Bini | Frankreich |
| Island                                                               | 1:0 Hólmfríður Magnúsdóttir (6.) | 1:1 Camille Abily (18., Foulelfmeter) 1:2 Sonia Bompastor (53., Foulelfmeter) 1:3 Louisa Nécib (67.) | Frankreich |
| Island                                                               | Ólína Guðbjörg Viðarsdóttir | Élodie Thomis | Frankreich |
| Island                                                               | erstes EM-Endrundenspiel für Island | Bouhaddi hält Foulelfmeter von Margrét Lára Viðarsdóttir (77.) | Frankreich |
| Island                                                               | Spieler des Spiels: Louisa Nécib | | Frankreich |
| 24. August 2009 um 20:00 Uhr (Ortszeit) in Tampere (Tampere-Stadion) | | |            |
| Zuschauer: 1.460                                                     | | |            |
| Schiedsrichterin: Natalja Awdontschenko ( Russland)                  | | |            |

## Frankreich – Deutschland 1:5 (0:3)
| Frankreich                                                           | Frankreich | Deutschland | Deutschland |
| -------------------------------------------------------------------- | --- | --- | ----------- |
| Frankreich                                                           | \| 27. August 2009 um 17:30 Uhr (Ortszeit) in Tampere (Tampere-Stadion) \| \| Zuschauer: 3.331[3] \| \| Schiedsrichterin: Kateryna Monsul ( Ukraine) \| | \| 27. August 2009 um 17:30 Uhr (Ortszeit) in Tampere (Tampere-Stadion) \| \| Zuschauer: 3.331[3] \| \| Schiedsrichterin: Kateryna Monsul ( Ukraine) \| | Deutschland |
| Frankreich                                                           | Sarah Bouhaddi – Sabrina Viguier (68. Laure Lepailleur), Laura Georges, Ophélie Meilleroux, Sonia Bompastor – Gaëtane Thiney, Louisa Nécib (68. Eugénie Le Sommer), Sandrine Soubeyrand , Élise Bussaglia (79. Sandrine Brétigny), Camille Abily – Élodie Thomis Cheftrainer: Bruno Bini | Nadine Angerer – Babett Peter, Annike Krahn, Ariane Hingst, Bianca Schmidt – Kim Kulig (66. Saskia Bartusiak), Linda Bresonik, Melanie Behringer (46. Simone Laudehr), Kerstin Garefrekes – Birgit Prinz , Inka Grings (77. Célia Okoyino da Mbabi) Cheftrainerin: Silvia Neid | Deutschland |
| Frankreich                                                           | 1:4 Gaëtane Thiney (51.) | 0:1 Inka Grings (9.) 0:2 Annike Krahn (17.) 0:3 Melanie Behringer (45.+1’) 0:4 Linda Bresonik (47., Handelfmeter) 1:5 Simone Laudehr (90.+1’) | Deutschland |
| Frankreich                                                           | Sonia Bompastor | Saskia Bartusiak | Deutschland |
| Frankreich                                                           | Spieler des Spiels: Linda Bresonik | | Deutschland |
| 27. August 2009 um 17:30 Uhr (Ortszeit) in Tampere (Tampere-Stadion) | | |             |
| Zuschauer: 3.331                                                     | | |             |
| Schiedsrichterin: Kateryna Monsul ( Ukraine)                         | | |             |

## Island – Norwegen 0:1 (0:1)
| Island                                                           | Island | Norwegen | Norwegen |
| ---------------------------------------------------------------- | --- | --- | -------- |
| Island                                                           | \| 27. August 2009 um 20:00 Uhr (Ortszeit) in Lahti-Stadion (Lahti) \| \| Zuschauer: 1.399[4] \| \| Schiedsrichterin: Cristina Dorcioman ( Rumänien) \| | \| 27. August 2009 um 20:00 Uhr (Ortszeit) in Lahti-Stadion (Lahti) \| \| Zuschauer: 1.399[4] \| \| Schiedsrichterin: Cristina Dorcioman ( Rumänien) \| | Norwegen |
| Island                                                           | Þóra Björg Helgadóttir – Erna Björk Sigurðardóttir (82. Rakel Hönnudóttir), Guðrún Sóley Gunnarsdóttir, Katrín Jónsdóttir , Ólína Guðbjörg Viðarsdóttir – Dóra Stefánsdóttir (60. Rakel Logadóttir), Edda Garðarsdóttir, Dóra María Lárusdóttir, Sara Björk Gunnarsdóttir, Hólmfríður Magnúsdóttir – Margrét Lára Viðarsdóttir Cheftrainer: Sigurður Eyjólfsson | Ingrid Hjelmseth – Toril Hetland Akerhaugen, Trine Rønning, Maren Mjelde, Camilla Huse – Ingvild Stensland , Anneli Giske, Lene Storløkken, Solveig Gulbrandsen – Isabell Herlovsen (86. Ingvild Landvik Isaksen), Cecilie Pedersen (90.+1’ Kristin Lie) Cheftrainer: Bjarne Berntsen | Norwegen |
| Island                                                           | 0:1 Cecilie Pedersen (45.) | | Norwegen |
| Island                                                           | Trine Rønning | | Norwegen |
| Island                                                           | Island ist vorzeitig ausgeschieden | | Norwegen |
| Island                                                           | Spieler des Spiels: Cecilie Pedersen | | Norwegen |
| 27. August 2009 um 20:00 Uhr (Ortszeit) in Lahti-Stadion (Lahti) | | |          |
| Zuschauer: 1.399                                                 | | |          |
| Schiedsrichterin: Cristina Dorcioman ( Rumänien)                 | | |          |

## Deutschland – Island 1:0 (0:0)
| Deutschland                                                          | Deutschland | Island | Island |
| -------------------------------------------------------------------- | --- | --- | ------ |
| Deutschland                                                          | \| 30. August 2009 um 16:00 Uhr (Ortszeit) in Tampere (Tampere-Stadion) \| \| Zuschauer: 3.101[5] \| \| Schiedsrichterin: Kirsi Heikkinen ( Finnland) \| | \| 30. August 2009 um 16:00 Uhr (Ortszeit) in Tampere (Tampere-Stadion) \| \| Zuschauer: 3.101[5] \| \| Schiedsrichterin: Kirsi Heikkinen ( Finnland) \| | Island |
| Deutschland                                                          | Nadine Angerer – Babett Peter, Ariane Hingst, Annike Krahn, Sonja Fuss (46. Kerstin Stegemann) – Simone Laudehr, Saskia Bartusiak, Anja Mittag, Birgit Prinz (46. Inka Grings, 59. Célia Okoyino da Mbabi), Fatmire Bajramaj – Martina Müller Cheftrainerin: Silvia Neid | Guðbjörg Gunnarsdóttir – Sif Atladóttir, Guðrún Sóley Gunnarsdóttir, Katrín Jónsdóttir , Ólína Guðbjörg Viðarsdóttir – Edda Garðarsdóttir, Katrín Ómarsdóttir (87. Fanndís Friðriksdóttir), Dóra María Lárusdóttir (71. Erla Steinunn Arnardóttir), Sara Björk Gunnarsdóttir, Hólmfríður Magnúsdóttir (71. Rakel Hönnudóttir) – Margrét Lára Viðarsdóttir Cheftrainer: Sigurður Eyjólfsson | Island |
| Deutschland                                                          | 1:0 Inka Grings (50.) | | Island |
| Deutschland                                                          | Sif Atladóttir | | Island |
| Deutschland                                                          | Spieler des Spiels: Martina Müller | | Island |
| 30. August 2009 um 16:00 Uhr (Ortszeit) in Tampere (Tampere-Stadion) | | |        |
| Zuschauer: 3.101                                                     | | |        |
| Schiedsrichterin: Kirsi Heikkinen ( Finnland)                        | | |        |

## Norwegen – Frankreich 1:1 (1:1)
| Norwegen                                                             | Norwegen | Frankreich | Frankreich |
| -------------------------------------------------------------------- | --- | --- | ---------- |
| Norwegen                                                             | \| 30. August 2009 um 16:00 Uhr (Ortszeit) in Helsinki (Fußballstadion) \| \| Zuschauer: 1.537[6] \| \| Schiedsrichterin: Alexandra Ihringová ( England) \| | \| 30. August 2009 um 16:00 Uhr (Ortszeit) in Helsinki (Fußballstadion) \| \| Zuschauer: 1.537[6] \| \| Schiedsrichterin: Alexandra Ihringová ( England) \|                                                                              | Frankreich |
| Norwegen                                                             | Ingrid Hjelmseth – Toril Hetland Akerhaugen, Trine Rønning, Maren Mjelde, Camilla Huse – Lene Storløkken, Ingvild Stensland , Anneli Giske, Solveig Gulbrandsen – Isabell Herlovsen (89. Melissa Wiik), Cecilie Pedersen (46. Leni Larsen Kaurin) Cheftrainer: Bjarne Berntsen | Sarah Bouhaddi – Delphine Blanc, Laura Georges, Ophélie Meilleroux, Sonia Bompastor – Camille Abily, Sandrine Soubeyrand , Élodie Thomis, Louisa Nécib, Élise Bussaglia – Gaëtane Thiney (83. Eugénie Le Sommer) Cheftrainer: Bruno Bini | Frankreich |
| Norwegen                                                             | 1:0 Storløkken (4.) | 1:1 Camille Abily (16.) | Frankreich |
| Norwegen                                                             | Frankreich übersteht erstmals die Vorrunde einer Europameisterschaft erstes Unentschieden des Turniers | | Frankreich |
| Norwegen                                                             | Spieler des Spiels: Camille Abily | | Frankreich |
| 30. August 2009 um 16:00 Uhr (Ortszeit) in Helsinki (Fußballstadion) | | |            |
| Zuschauer: 1.537                                                     | | |            |
| Schiedsrichterin: Alexandra Ihringová ( England)                     | | |            |